# Theokritos Kouremenos
Theokritos Kouremenos, griechisch Θεόκριτος Κουρεμένος (* vor 1985) ist ein griechischer Gräzist und Philosophie- sowie Mathematik- und Wissenschaftshistoriker.
Kouremenos studierte von 1985 bis 1989 Klassische Philologie an der Aristoteles-Universität Thessaloniki und schloss das Studium mit dem Diplom (πτυχίο) ab. Darauf folgten von 1990 bis 1992 ein Masterstudium und von 1992 bis 1995 ein Promotionsstudium in Klassischer Philologie an der Ohio State University. Die Doktordissertation war Aristotle on Mathematical Infinity gewidmet. Von 1996 bis 1998 lehrte er Klassische Philologie an der Universität Kreta. 1999 wurde er zum Assistant Professor für griechische Sprache und Literatur an der Aristoteles-Universität Thessaloniki ernannt, 2006 zum Associate Professor und 2013 zum Professor.
Kouremenos arbeitet zur antiken griechischen Philosophie, Mathematik und Wissenschaft, vor allem bei Aristoteles und Platon. Er war Mitherausgeber der ersten vollständigen Ausgabe des Derveni-Papyrus.

## Schriften (Auswahl)
- Aristotle on Mathematical Infinity (Palingenesia, 58). Franz Steiner Verlag, Stuttgart 1995.
- The Proportions in Aristotle’s Phys. 7.5 (Palingenesia, 76). Franz Steiner Verlag, Stuttgart 2002.
- mit George M. Parássoglou, Kyriakos Tsantsanoglou (Hrsg.): The Derveni papyrus. Edited with Introduction and Commentary (Studi e Testi per il Corpus dei Papiri Filosofici, 13). Olschki, Florenz 2006, ISBN 88-222-5567-4 (kritische Edition mit englischer Übersetzung und Kommentar).
- Heavenly Stuff: The constitution of the celestial objects and the theory of homocentric spheres in Aristotle’s cosmology (Palingenesia, 96). Franz Steiner Verlag, Stuttgart 2010.
- Aristotle’s de Caelo Γ. Introduction, Translation and Commentary (Palingenesia, 100). Franz Steiner Verlag, Stuttgart 2013.
- The Unity of Mathematics in Plato’s Republic (Palingenesia, 102). Franz Steiner Verlag, Stuttgart 2015.
- Plato’s Forms, Mathematics and Astronomy (Trends in Classics Supplementary Volumes 67). De Gruyter, Boston/Berlin 2018.